# Lago Ritsa
Lago Ritsa (in georgiano რიწის ტბა) è un lago delle montagne del Caucaso, nella parte nord-occidentale dell'Abkhazia, circondato da boschi e prati subalpini. La località di Avadhara si trova a nord del lago. Il lago fu un'importante attrazione turistica durante il periodo sovietico ed è tuttora frequentato da turisti russi.

## Geografia
Il lago Ritsa è posto ad un'altitudine di ca. 890 m s.l.m. e la sua profondità massima è 116 m, il che lo rende il lago più profondo dell'Abkhazia. È alimentato da sei fiumi, ed è ricco di trote.

## Ambiente
Le acque del lago Ritsa sono fredde e chiare. Il lago è circondato da montagne che vanno dai 2.200 a 3.500 metri di altitudine. La regione intorno al lago Ritsa fa parte dell'ecoregione delle foreste di latifoglie del Mar Nero orientale e meridionale con una concentrazione abbastanza elevata di boschi di bosso sempreverdi. Molti esemplari di abete nordmanniana raggiungono altezze di oltre 70 metri e si trovano anche intorno al lago.
Nel 1930 fu istituito la Riserva Naturale di Ritsa (162.89 km2) per proteggere lo stato naturale del lago e del territorio circostante.

## Residenti famosi
Il leader sovietico Joseph Stalin aveva una delle sue case estive (dacia) vicino al lago. Anche Leonid Breznev aveva anche la sua casa estiva nelle vicinanze. Oggi la dacia appartiene al governo dell'Abkhazia.

## Clima
La temperatura media annuale nell'area è di 7,8 gradi Celsius (gennaio -1,1 °C, - agosto 17,8 °C). Le precipitazioni medie annuale vanno sui 2.000 - 2.200mm. Gli inverni sono talvolta nevosi e le estati calde.

## Leggende e storie di Ritsa
Ci sono molte leggende e fiabe sul lago.

### Origine
Anticamente c'erano una valle e un fiume nel sito del lago moderno. Una ragazza di nome Ritsa viveva lì con tre fratelli Agepsta, Atsetuka e Pshegishkha . Ritsa pascolava i suoi animali nella valle e i suoi fratelli andavano di giorno a caccia nelle alte montagne e tornavano a valle la sera, dove mangiavano, cantavano canzoni e ammiravano la sorella.
Una volta i fratelli andarono troppo lontano nelle montagne. Ritsa sentì la loro mancanza e cantò. I ladri di foreste Gega e Iupshara sentendola decisero di rapirla. Lupshara la prese e cavalcò lungo la valle, mentre Gega le copriva il fianco. I fratelli di Ritsa la sentirono piangere e andarono in soccorso.
Pshegishkha lanciò una spada contro i ladri, che li mancò finendo sul fiume. La valle fu riempita d'acqua e trasformata in un lago. Ritsa si staccò dalla morsa di Iupshara, ma cadde nel lago. I fratelli non poterono salvarla. Quindi Pshegishkha gettò il ladro Iupshara nel lago e l'acqua di Ritsa lo trascinò gettandolo sulla spada di Pshegishkha e che lo trascinò via sul mare. Gega inseguì Iupshara, ma non riuscì a salvarlo.
Per il dolore, i fratelli si trasformarono in montagne, e oggi sono ancora in piedi qui per proteggere il luogo del riposo di Ritsa.

## Galleria d'immagini

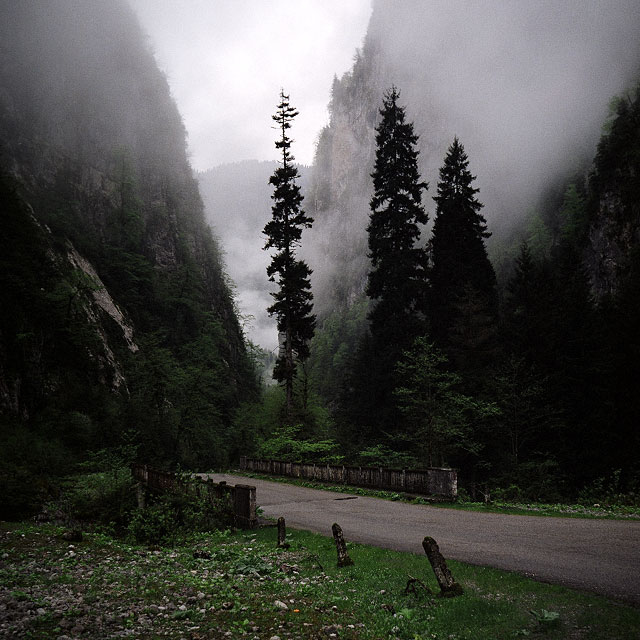
Strada per il lago Ritza
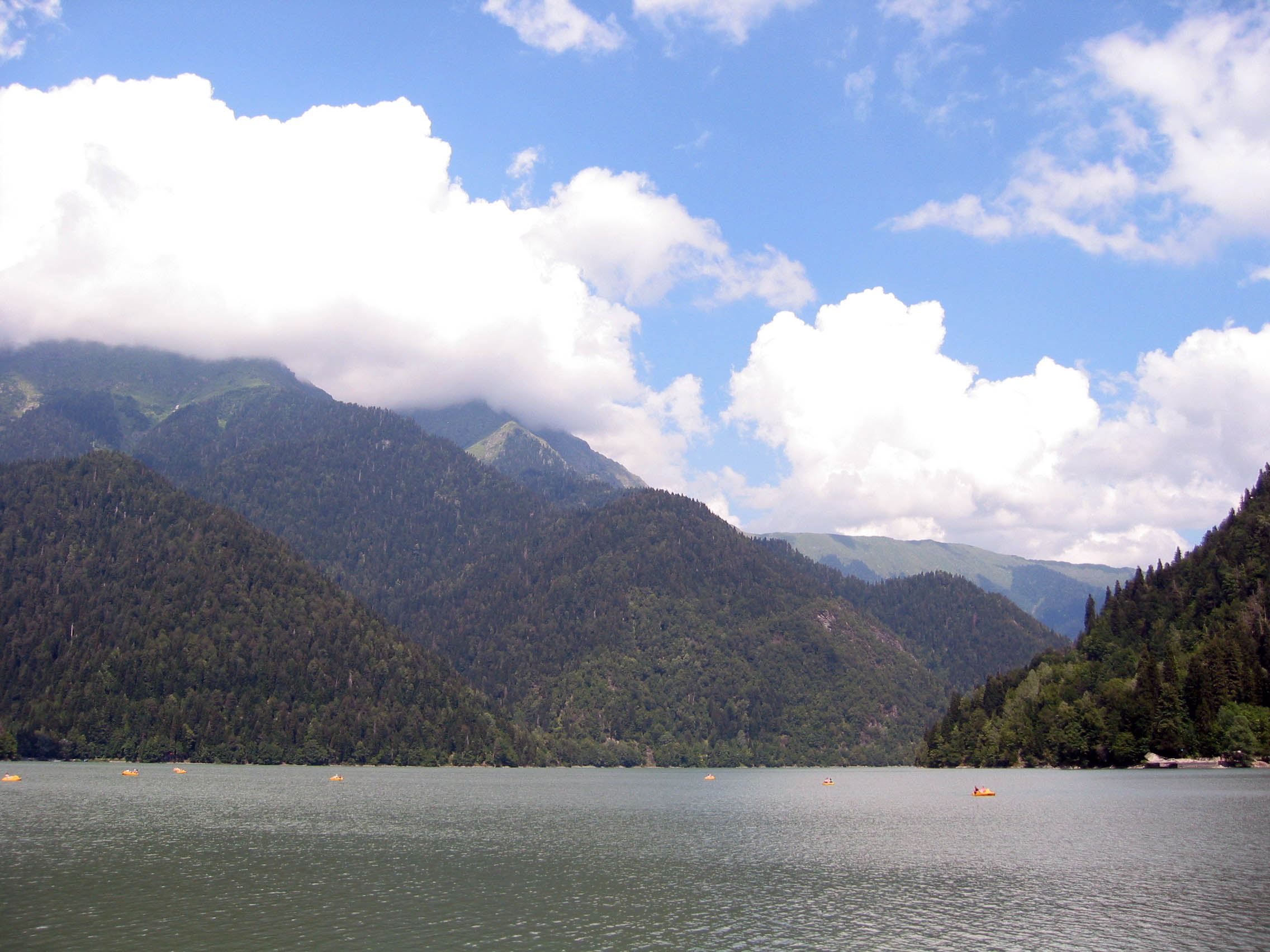
Turisti in barca a Ritsa
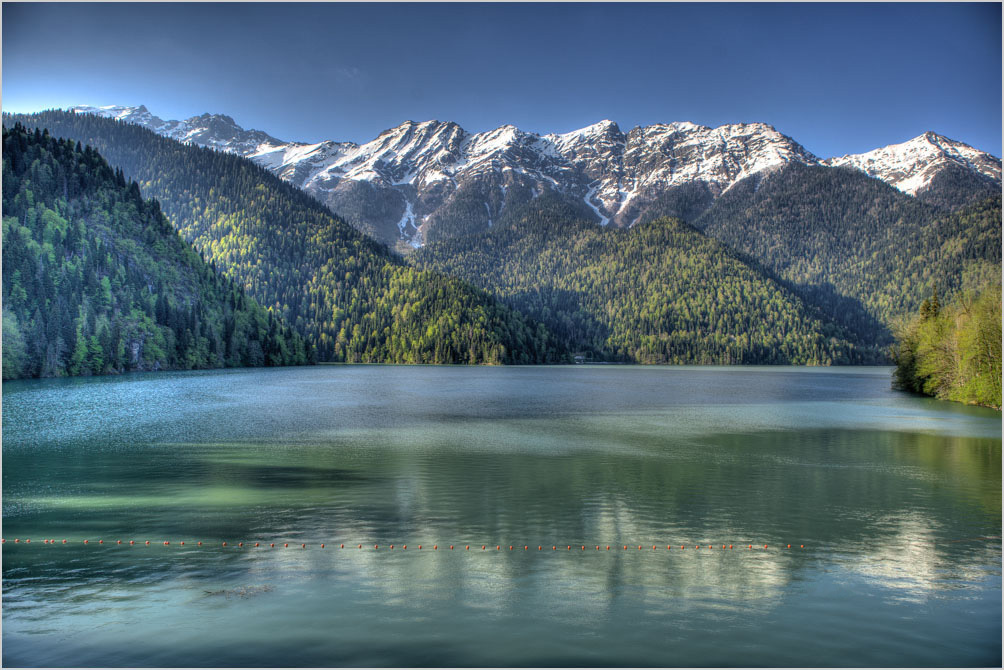
Lago Ritsa nel 2013